# جامع الملك خالد
جامع الملك خالد بن عبد العزيز آل سعود يعد أحد أبرز المعالم الدينية في مدينة الرياض والذي تم بناؤه عام 1987م على أرض في حي أم الحمام تبرّع بها أعضاء مجلس أمناء مؤسسة الملك خالد الخيرية، ووصلت تكلفة إنشائه 45 مليون ريال، واستغرق بناؤه نحو 24 شهراً حيث افتُتح يوم الثلاثاء 27/8/1408هـ 14/4/1988م بعد صلاة العصر، وأُقيمت أول محاضرة فيه في يوم الأربعاء 28/8/1408هـ الموافق 15/4/1988م من قِبل سماحة الشيخ عبد العزيز بن عبد الله بن باز - يرحمه الله - مفتي عام المملكة حينها.
ويستوعب جامع الملك خالد أكثر من 3600 مصلٍ و1800 في القسم النسائي منه، كما تستوعب الساحات الخارجية للجامع أكثر من 1200 مصلٍ، إضافة إلى أنه يتميز باستيعاب المواقف الداخلية والخارجية المجاورة للجامع ما يقارب ألفي مركبة، ويؤم المصلين فيه الشيخ خالد الجليّل، بعد أن اشتهر بإمامته الشيخ عادل الكلباني طوال السنوات الماضية.

## موقع الجامع
يقع جامع الملك خالد في حي أم الحمام غرب مدينة الرياض على شارع أم الحمام.